# Amplicephalus cruzus
Amplicephalus cruzus är en insektsart som beskrevs av Delong 1984. Amplicephalus cruzus ingår i släktet Amplicephalus och familjen dvärgstritar. Inga underarter finns listade i Catalogue of Life.